# Ślimak obrzeżony
Ślimak obrzeżony (Helicodonta obvoluta) – europejski gatunek lądowego, leśnego ślimaka trzonkoocznego z rodziny Helicodontidae, dawniej klasyfikowanej jako podrodzina ślimakowatych (Helicidae). Gatunek typowy rodzaju Helicodonta.

## Występowanie
Endemit kontynentu europejskiego. W Europie Środkowej i Wschodniej jest szeroko rozprzestrzeniony, miejscami liczny. W Europie Zachodniej występuje od Pirenejów po Holandię i wyżyny Niemiec, w wewnętrznej części zachodnich Karpat i we Włoszech. Na południu kontynentu zasięg jego występowania obejmuje również południowo-zachodnie Bałkany. Izolowane populacje występują w południowej Anglii (South Downs) i północnych Niemczech (Szlezwik-Holsztyn).
Jest to gatunek zasiedlający tereny górzyste. W Alpach spotykany na wysokościach do 1900 m n.p.m., ale powyżej 1500 m jest rzadki.
Obecność tego gatunku na terenie Polski odnotowano w południowo-zachodniej części kraju (nieliczne stanowiska w Sudetach – w okolicach Wałbrzycha i na Ziemi Kłodzkiej).
Ślimak obrzeżony występuje w wilgotnych i zacienionych miejscach, w kłodach gnijącego drewna, wśród opadłych gałęzi, między kamieniami, w leśnej ściółce (sporadycznie), a także w zarośniętych ruinach i rumowiskach skalnych, zazwyczaj na wapiennym podłożu. Słabo wspina się na pnie drzew.

## Budowa
Muszla o wymiarach 5–7 x 11–15 mm, brązowa, z wierzchu płaska, z lekko zapadniętym wierzchołkiem. Włoski długości około 1 mm. Skręty w liczbie 5–6, wysokie, ciasno nawinięte. Dołek osiowy szeroki. Warga otworu muszli wyraźnie wywinięta, uzębiona.

## Biologia
Dojrzałość płciową osiąga po około roku życia (około 10 miesiąca). Kopulacja odbywa się w nocy i trwa 2–3 godziny. W jednym złożeniu ślimak składa średnio 17 jaj (13–27) o średnicy 2,3–2,4 mm. Umieszcza je w zbutwiałym drewnie, 2 razy do roku – wiosną (maj–czerwiec) i jesienią (wrzesień). Hibernuje ukryty głęboko w gnijącym drewnie. Jego pokarm stanowią grzyby i rośliny rozwijające się na butwiejącym drewnie. Żyje do 3 lat.

## Ochrona
W klasyfikacji IUCN gatunek uznawany jest za niezagrożony, o stabilnej populacji. Stan populacji w poszczególnych krajach jest różny, ale w całym zasięgu występowania ślimak obrzeżony staje się coraz rzadszy z powodu uzależnienia od obecności rozkładających się kłód drewna, w których odbywa się jego rozród i w których zimuje, a w gospodarce leśnej takie kłody są usuwane. W Polsce uznany został za gatunek zagrożony wyginięciem. Został wpisany na Czerwoną Listę Zwierząt Ginących i Zagrożonych w Polsce oraz do Polskiej Czerwonej Księgi Zwierząt (kategoria CR). Na terenie Polski jest objęty ścisłą ochroną gatunkową.